# Artik
Artik (tiếng Armenia: Արթիկ) là một thành phố thuộc tỉnh Shirak, Armenia. Dân số ước tính năm 2011 là 17418 người.